# Wyomingdalen

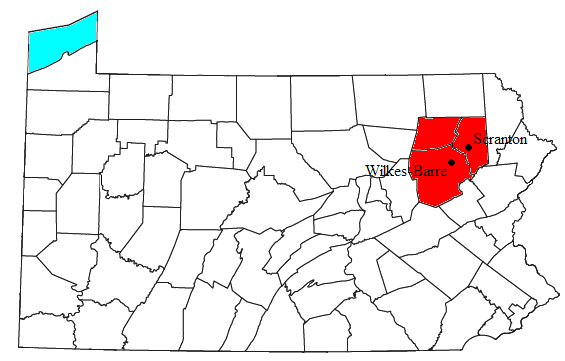
Wyomingdalen med Scranton och Wilkes-Barre.

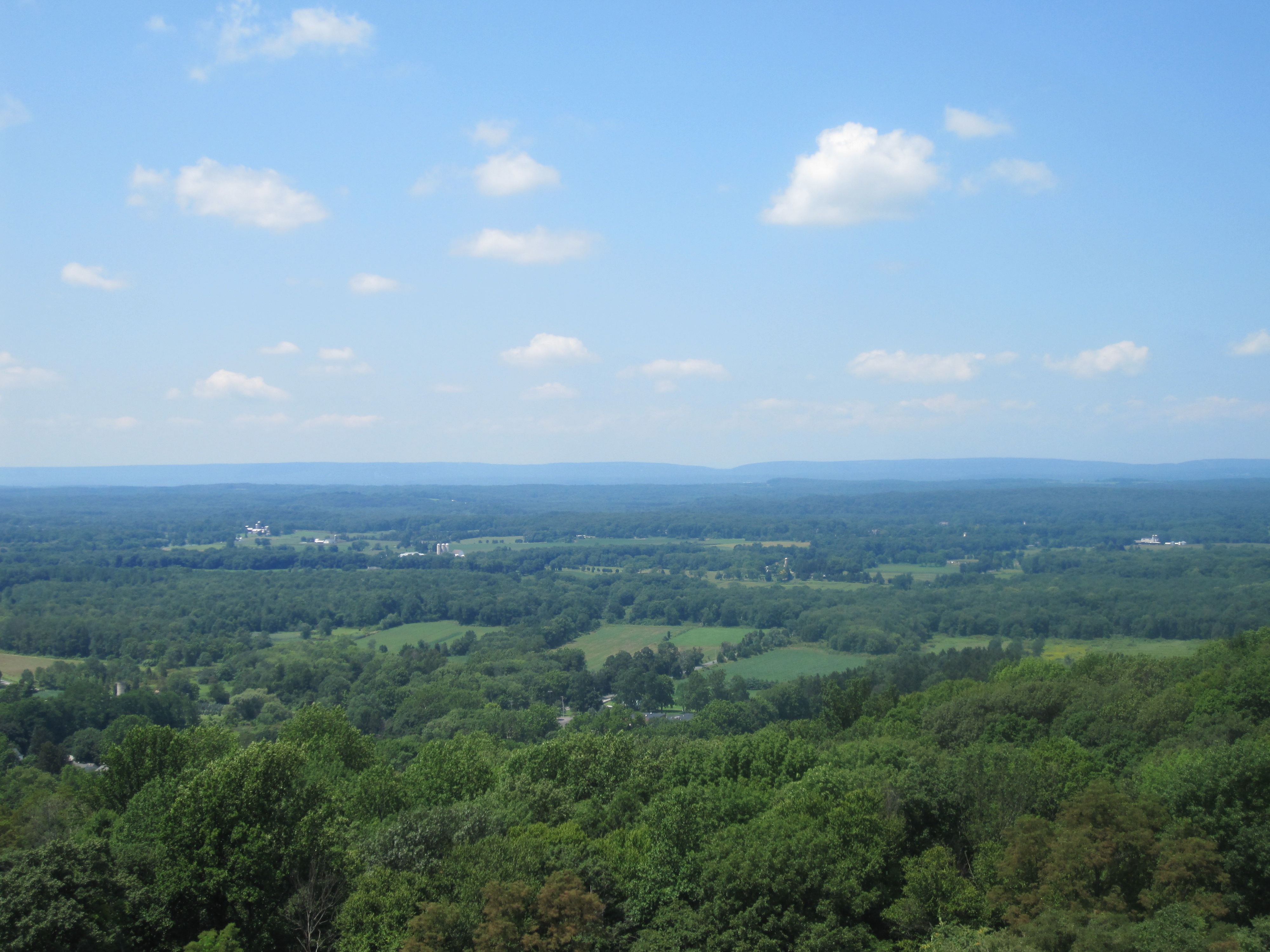
Vy över en del av Wyomingdalen.

Wyomingdalen (Wyoming Valley) är en region i nordöstra Pennsylvania. Som storstadsområde kallas det Scranton/Wilkes-Barre, efter sina viktigaste städer, Scranton och Wilkes-Barre. Dalen ligger i norra Appalacherna. Susquehannafloden rinner genom dess södra delar vilka är kända för sina stora förekomster av antracit.

## Historia
Namnet "Wyoming" kommer från Munsee xwé:wamənk, med betydelsen "vid den stora älvdalen". Enligt de första kända historiska relationerna beboddes dalen i början på 1600-talet av ett, förmodligen irokestalande, folk vilket förintades av irokesförbundet. Vid mitten av 1700-talet bodde lenaper, mahicaner, shawneer och andra i dalen. Från 1740 fanns där en herrnhutisk mission. Fransk-indianska kriget tvingade dock missionärerna på flykten.
Både Pennsylvania och Connecticut gjorde anspråk på dalen på grund av överlappande och motsägelsefulla privilegiebrev från den engelska kronan. Irokesförbundet sålde Wyomingdalen till ett av kolonin Connecticut oktrojerat bolag kallat Susquehanna Company. Förbundet tog 1768 avstånd från det fördrag man 1754 ingått med detta kompani i Albany, New York och sålde istället dalen till familjen Penn, kolonin Pennsylvanias länsherrar.
De överlappande anspråken ledde till aktiva stridshandlingar mellan bosättare från Connecticut och Pennsylvania. När nybyggare från Connecticut grundade Wilkes-Barre 1769 försökte beväpnade pennsylvaniabor driva bort dem 1769-1770 och 1775. Innan frihetskrigets utbrott hade bolaget utfärdat synebrev på över 5 000 nybyggen. Den slutliga äganderätten till många av dessa blev inte fastställda förrän i början på 1800-talet. Wyomingdalen blev 1774 en kommun i Litchfield County, Connecticut och 1775 ett eget grevskap, Westmoreland County, vilket valde två ledamöter till Connecticuts legislatur. Pennsylvania hade redan 1772 skapat ett nytt grevskap, Northumberland County vari Wyomingdalen ingick.
Under det amerikanska frihetskriget tog Connecticut klar ställning för den amerikanska revolutionen, vilket gjorde att många pennsylvanier i dalen blev lojalister. Motsättningarna utmynnade i slaget om Wyomingdalen 1778, då 340 soldater från Connecticut dödades. Det var först 1782, som den andra kontinentalkongressen avgjorde att området tillhörde Pennsylvania och inte förrän 1799 innan Connecticut upphörde med alla anspråk på dalen.